# Milena Pavlović-Barili
Milena Pavlović-Barili, srbsky Милена Павловић-Барили (5. listopad 1909, Požarevac – 6. březen 1945, New York) byla srbská malířka, její dílo bývá řazeno k surrealismu.
Její otec Bruno Barili byl italský hudební skladatel a básník, matka byla Srbka. Milena sama se hlásila k srbské národnosti, odmítla dokonce nabídku italského ministra zahraničí na získání italského občanství.
Ve 30. letech opustila Srbsko, pobývala poté v Paříži, kde se přátelila s Jeanem Cocteau a André Bretonem, žila též v Římě a Londýně, a nakonec se v roce 1939 usadila ve Spojených státech, kde byla ilustrátorkou módních časopisů Vogue, Harper’s Bazaar, Charm a Glamour. Zemřela roku 1945 na následky zranění po pádu z koně.
Vytvořila okolo 300 obrazů, ačkoli zemřela v 36 letech. Na jejích obrazech byly většinou ženy, typicky podobné jí samotné. Dům v Požarevaci, kde se narodila, je dnes muzeem věnovaným jejímu dílu. Je zde soustředěna velká část jejích obrazů.

## Galerie

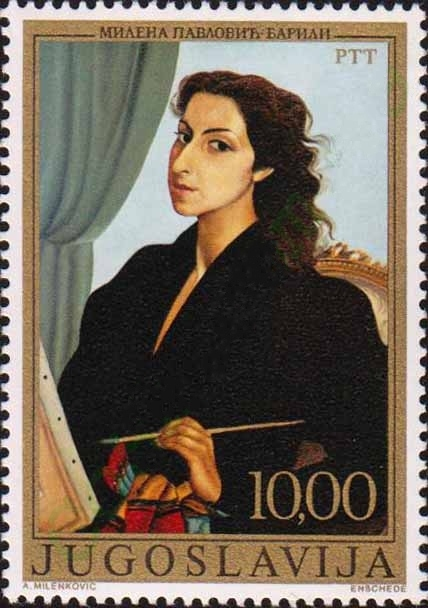
Autoportrét 1938
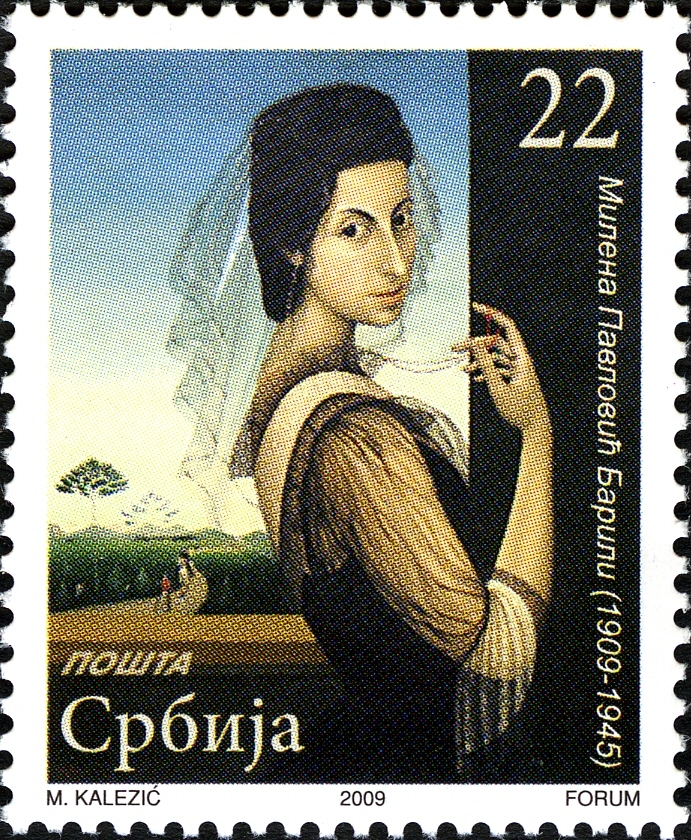
Autoportrét 1939
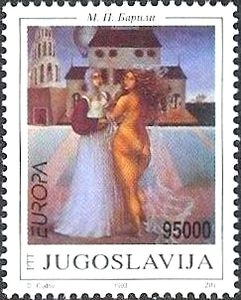
Akt se zrcadlem
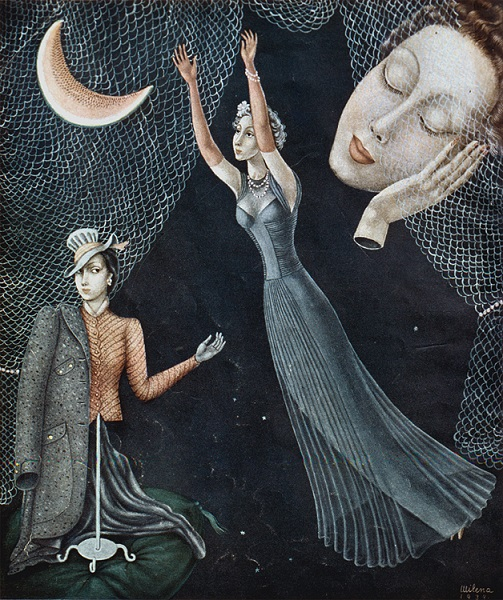
Horká růžová s chladnou šedí
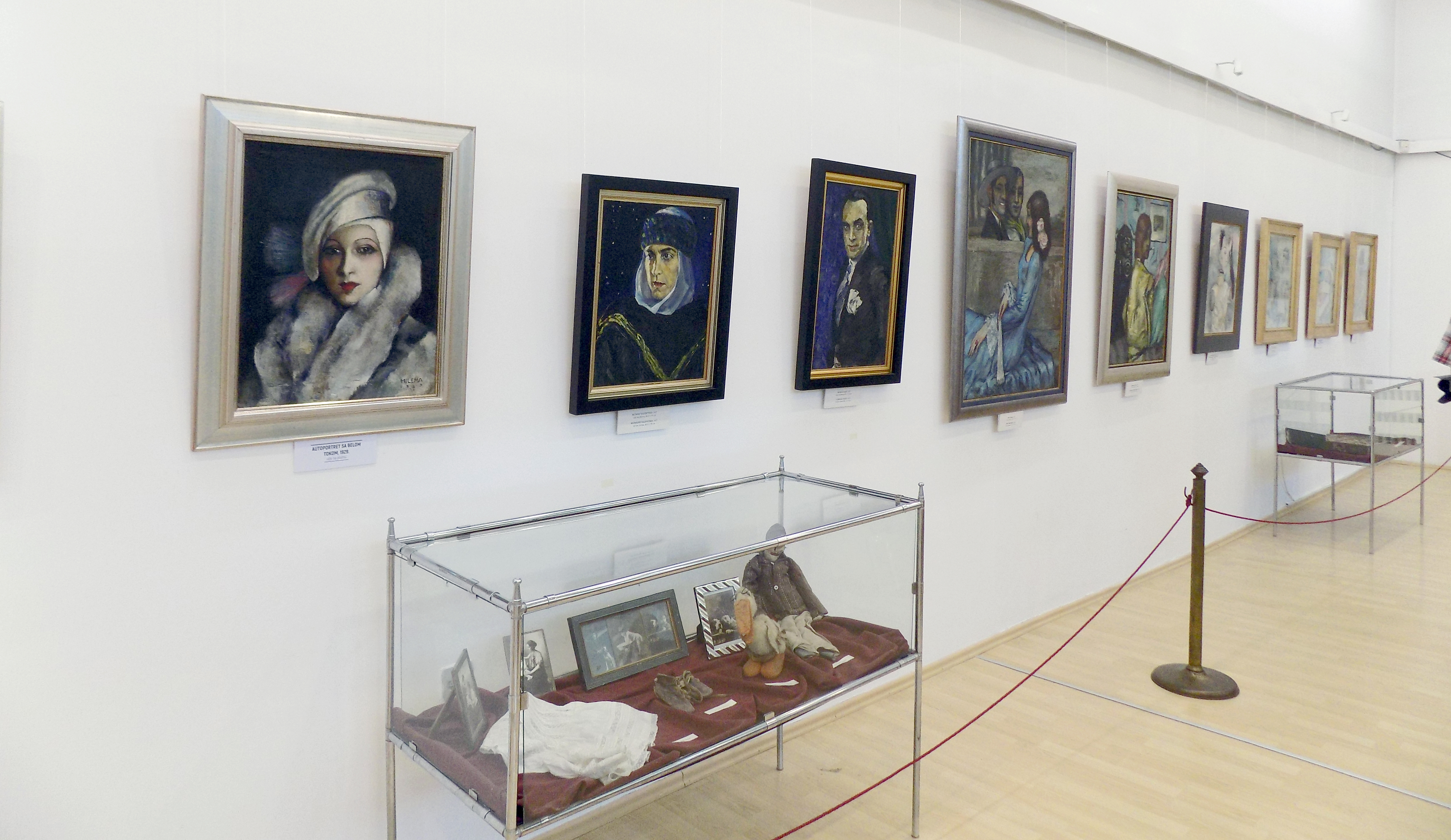
Galerie Mileny Pavlović Barili ve svém rodném domě
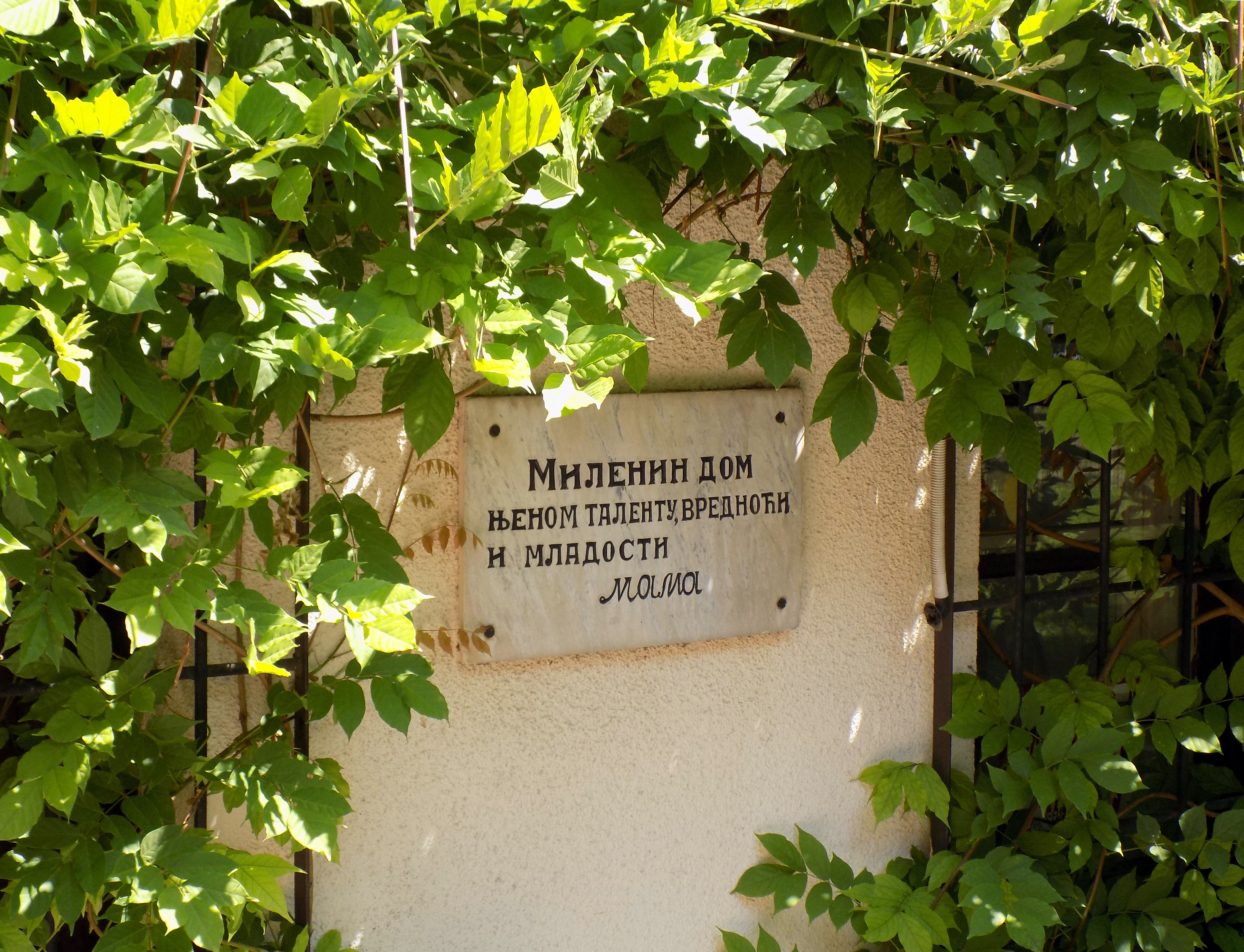
Pamětní deska u vchodu do galerie
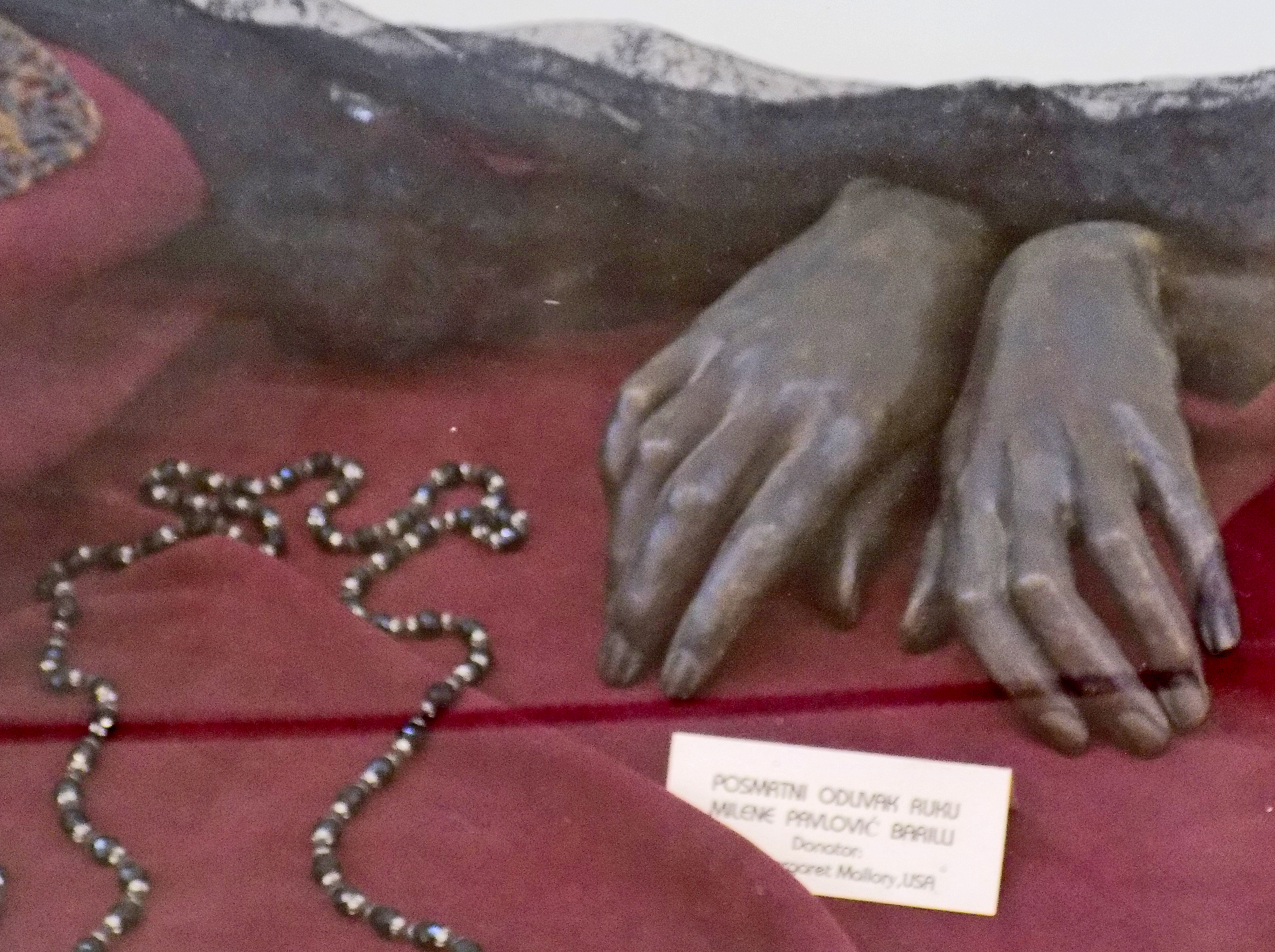
Posmrtné obsazení rukou Mileny
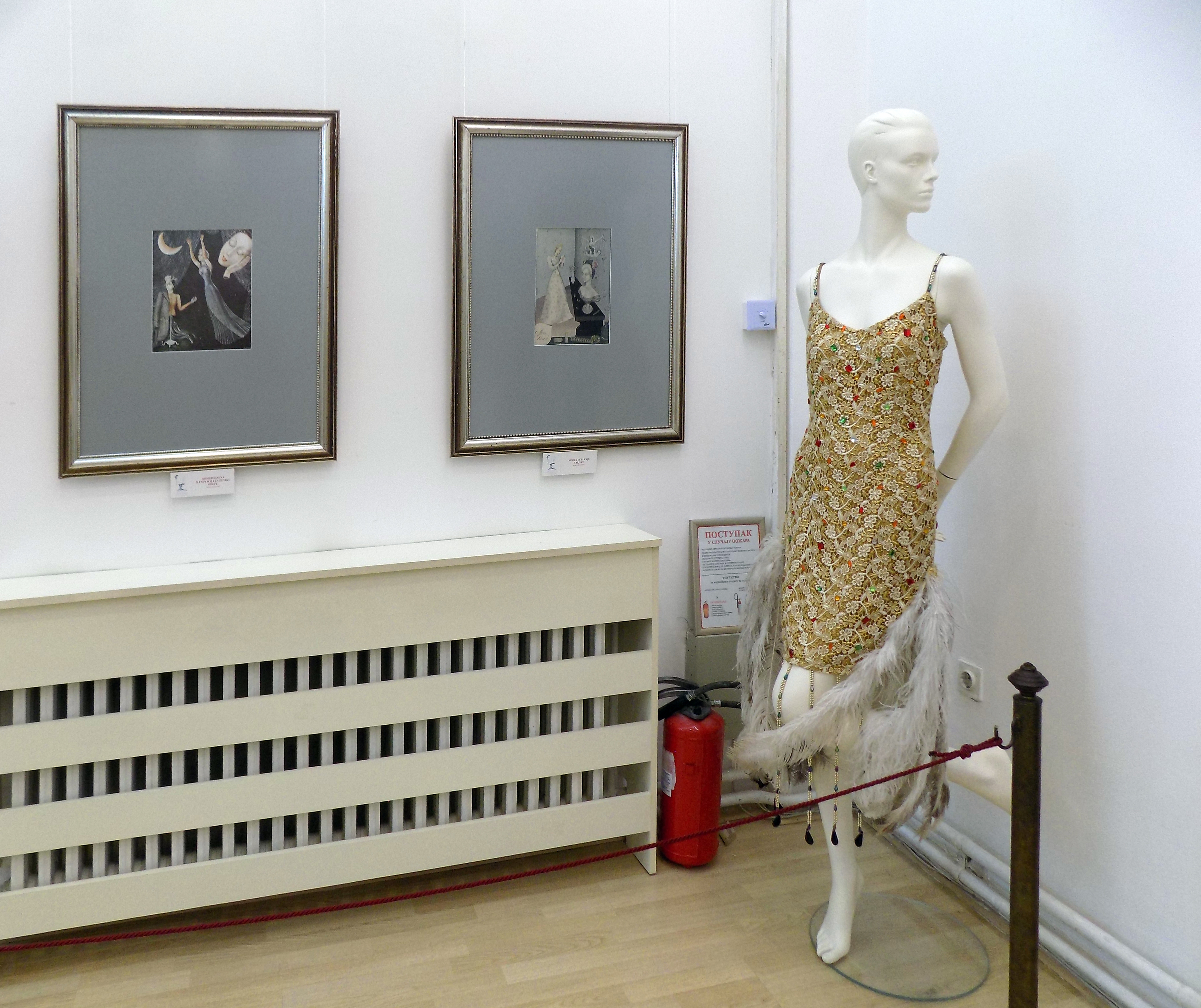
Přední strany „Vogue“ a jedna z Mileniných výtvorů